# Eveline Le Maire
Eveline Le Maire (Tonnerre, 1876 – Paris, 1961) foi uma escritora francesa, que algumas vezes escreveu sob o pseudônimo Claire Merial.

## Biografia
Eveline nasceu em Tonnerre, em 1876, de uma família católica. Colaborou com Les Veillées des Chaumieres e l'Ouvrier. Filiada à Société des Gens de Lettres, foi a "madrinha" de André Bruyere. Escreveu cerca de 30 romances sentimentais.

## Lista parcial de obras
- Le rêve d'Antoinette, 1906, foi o nº 30 da Coleção Stella.
- Après le bridge, 1913
- La méprise de Colette, 1914
- Le cœur et la tete, 1919
- L' homme au gant, 1921
- Le fiancé inconnu, 1923
- L'ancetre, 1925
- La Maison d'Emeraude,[5] 1926
- Jeunes filles à marier, 1929
- L'idylle interrompue, 1930
- Ninette, jeune mariée, 1931
- Mon bonheur, 1932
- La cage d'or

Literatura infantil
- La Bonne Idee De Cousine Maria, 1923,[6] literature infantile, G&L.
- La rose d’or dês Fleuroy, nº 462 da Coleção Stella. Literatura infantil, 1925
- Une idée de Raymonde (nouvelles, 1926, ill. Maitrejean)
- Cinq histoires pour Paul et Madelon, 1935
- Comment vient le bonheur, 1945

## Eveline Le Maire em língua portuguesa
- O Noivo Desconhecido, volume 24 da Coleção Biblioteca das Moças, publicado em 1955 pela Companhia Editora Nacional, tradução de L. C. Berrini.
- Serei eu ?, tradução de J. Castelo Branco. Lisboa: Liv. Clássica Ed. [de] A. M. Teixeira & Ca (Filhos), 1940. Coleção Branca, volume 16
- O primo Jacques, 1931
- O Sonho de Suzy
- Prova de Amor, Bibliotheca Feminina, Rio de Janeiro: Editora Americana, 1931